# Washed Out
Ернест Грін (англ. Ernest Greene, *3 жовтня 1982, Перрі, Джорджія, США) — більш відомий як Washed Out, американський співак, автор пісень, та музичний продюсер. Відомий своїми піснями у стилі чіллвейв з домішками хіп-хопу. 

## Життя і кар'єра
Ернест Грін народився 3 жовтня 1982 року у місті Перрі, штат Джорджія. Після отримання диплому університету Джорджії, здобув диплом магістра бібліотеки та інформаційної науки, але йому не вдалося знайти роботу за спеціальністю. Грін повернувся до батьків та почав записувати музику у себе в спальні на домашній студії та працювати над записами разом з місцевим гуртом під назвою Bedroom. Дуже скоро його помітила ціли низка впливових музичних блогерів, які знайшли його роботи на сторінці у Myspace. Його перші записи були описані як «сонні, танцювальні під впливом попу треки, які нагадали Neon Indian та Memory Tapes».
Його перші два міні-альбоми були випущені в серпні та вересні 2009 року. Другий живий виступ відбувся у Нью-Йорку на Santos Party House. Після цього був виступ на фестивалі Pitchfork Music Festival, а його пісня «Feel it All Around» використовується як головна тема серіалу «Портландія».
У квітні 2011 року він підписав контракт з лейблом Sub Pop. А вже в липні 2011 року випустив свій дебютний альбом Within and Without. 
Другий альбом Гріна під назвою Paracosm вийшов 13 серпня 2013 року. Першим синглом був «It All Feels Right», а наступним — «Don't Give Up». Того ж року, пісня «New Theory» з міні-альбому Life of Leisure була представлена у фільмі «Захоплюючий час». 
У травні 2014 Ернест заявив, що працює над третім альбомом, проте він сказав: «Я обдумую наступний крок». У травні 2017 року випустив сингл «Get Lost» до нового альбому. 30 червня 2017 року випустив свій третій альбом Mister Mellow.
У квітні 2018 року вийшов новий сингл «Face Up». Через два роки вийшов наступний сингл «Too Late».
7 серпня 2020 року вийшов альбом Purple Noon, і новий сингл «Time to Walk Away».

## Музичний стиль
Музичний стиль Washed Out визначають як чіллвейв. Він також зазначав, що хіп-хоп впливає на написання його музики.

## Дискографія

### Альбоми
- Within and Without — 2011
- Paracosm — 2013
- Mister Mellow — 2017
- Purple Noon — 2020

### Міні-альбоми
- High Times — 2009
- Life of Leisure — 2009
- Untitled — 2010

### Сингли
- «Feel It All Around» — 2009
- «You'll See It (Small Black Remix)» — 2010
- «Eyes Be Closed» — 2011
- «Amor Fati» — 2011
- «It All Feels Right» — 2013
- «Don't Give Up» — 2013
- «Get Lost» — 2017
- «Hard To Say Goodbye» — 2017
- «Face Up» — 2018
- «Too Late» — 2020
- «Time to Walk Away» — 2020